# EN 80601-2-60
Die EN IEC 80601-2-60 mit dem Titel „Medizinische elektrische Geräte – Teil 2-60: Besondere Festlegungen an die Sicherheit einschließlich der wesentlichen Leistungsmerkmale von Dental-Geräten“ ist Teil der Normenreihe EN 60601 (die EN-60601-Reihe wird (Stand 2010) in die EN-80601-Reihe überführt).
Herausgeber der DIN-Norm DIN EN IEC 80601-2-60 ist das Deutsche Institut für Normung, die ÖNORM OVE EN IEC 80601-2-60 wird von Austrian Standards International herausgegeben.
Die Norm basiert auf der internationalen Fassung IEC IEC 62D/739/CD:2009. Im Rahmen des VDE-Normenwerks ist die Norm als VDE 0750-2-60 klassifiziert, siehe DIN-VDE-Normen Teil 7. Die ICS-Klassifikation ist 11.060.20.
Diese Ergänzungsnorm regelt allgemeine Festlegungen für die Sicherheit, Prüfungen und Richtlinien von Dental-Geräten. Zweck ist es, Merkmale der Basissicherheit, die wesentlichen Leistungsmerkmale sowie Prüfungen zu beschreiben und zusätzlich Anleitungen für ihre Anwendung zu geben. Diese besonderen Festlegungen ändern oder ergänzen die Festlegungen der Norm EN 60601-1.

## Gültigkeit
- Die endgültige Version der Norm ist korrespondierend mit der 3. Ausgabe der DIN EN 60601-1 anzuwenden.
- Einsprüche konnten bis 31. Juli 2009 vorgenommen werden.

## Anwendungsbereich
Die vorliegende Internationale Norm gilt für die Basissicherheit und die wesentlichen Leistungsmerkmale von Dentaleinheiten und Dentalinstrumenten, nachfolgend als Dental-Geräte bezeichnet. Amalgamatoren (Amalgamiergeräte), Sterilisatoren und dentale Röntgengeräte sind ausgeschlossen.
Die mit der vorgesehenen physiologischen Funktion des ME-Gerätes oder ME-Systems innerhalb des Anwendungsbereiches dieser Norm direkt verbundenen Gefährdungen bleiben von den spezifischen Anforderungen (Festlegungen) dieser Norm unberücksichtigt.
Diese Norm kann auch auf Dentaleinheiten und Dentalinstrumente, die für die Behandlung oder Linderung von Krankheiten, Verletzungen oder Behinderungen vorgesehen sind, angewendet werden.

## Zusatzinformation
- Diese Norm ist neu und hat keine Vorgängernorm.
- Die Norm befindet sich noch im Entwurfstadium.

Folgende geänderte Anforderungen sind in der EN 80601-2-60 enthalten (Auszug):
- Schutz vor elektrischen Gefährdungen (Trennung, Ableitströme)
- Schutz vor mechanischen Gefährdungen (Bruchdehnung)
- Temperaturen
- Gefährdungen und Fehlerfälle
- Verweis auf Anwendung der EN 60601-1-2, EN 60601-1-6, EN 60601-1-8, EN 60601-1-9